# Geografia dell'Armenia

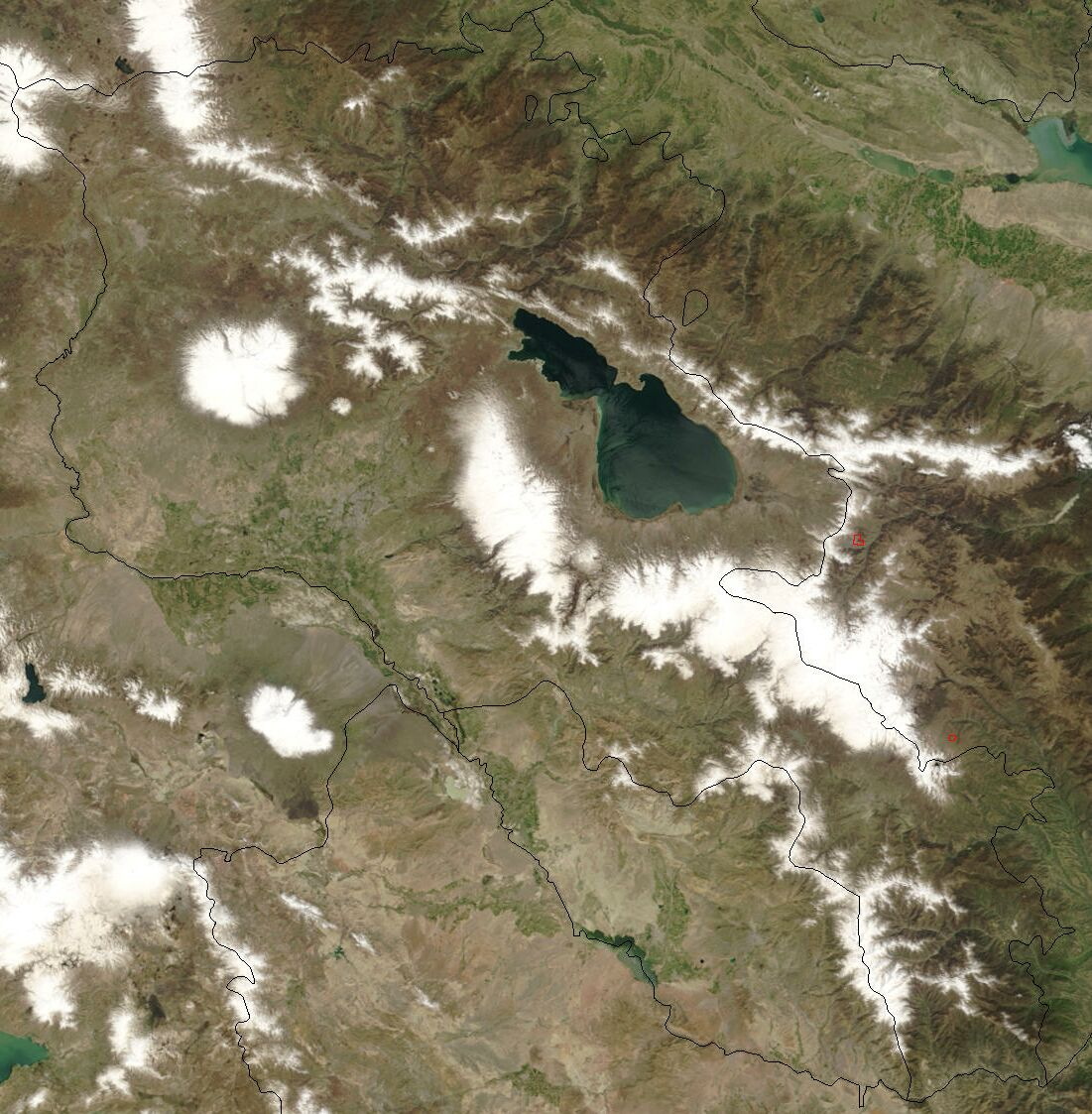
Mappa dell'Armenia

L'Armenia, Paese della Transcaucasia, è situato appena a sud della grande catena montuosa del Caucaso. A nord e ad est l'Armenia confina con Georgia, Azerbaigian e la repubblica de facto del Nagorno Karabakh, mentre i Paesi con cui condivide i confini a sud-est e ad ovest sono, rispettivamente, Iran e Turchia. Il Naxçıvan, un'exclave dell'Azerbaigian, confina con l'Armenia a sud-ovest. La capitale è Erevan.
L'Armenia moderna comprende solamente una piccola porzione dell'antica Armenia, uno dei più antichi centri di civilizzazione del mondo. Nel suo massimo splendore, l'Armenia si estendeva dalle coste centro-meridionali del mar Nero al mar Caspio e dal mar Mediterraneo al lago di Urmia nell'attuale Iran. L'Armenia antica fu soggetta a costanti invasioni straniere, che condussero alla perdita della sua autonomia nel XIV secolo d.C. Il secolare dominio dei conquistatori ottomani e persiani minacciarono l'esistenza stessa del popolo armeno. L'Armenia orientale venne annessa alla Russia nel corso del XIX secolo; l'Armenia occidentale rimase sotto il dominio turco, e nel 1894-96 e 1915 la Turchia perpetrò sistematici massacri e deportazioni forzate di armeni.
La parte di Armenia entrata a far parte dell'ex impero russo dichiarò la propria indipendenza il 28 maggio 1918, ma nel 1920 venne invasa da forze provenienti dalla Turchia e dalla Russia sovietica. La Repubblica Sovietica di Armenia venne istituita il 29 novembre 1920; nel 1922 l'Armenia entrò a far parte della Repubblica Socialista Federativa Sovietica di Transcaucasia; e nel 1936 questa repubblica si dissolse e l'Armenia diventò una repubblica costituente (unione) dell'Unione Sovietica. L'Armenia dichiarò la sovranità il 23 agosto 1990 e l'indipendenza il 23 settembre 1991.
Lo status del Nagorno Karabakh, un'enclave di 4400 km² nell'Azerbaigian sud-occidentale popolato prevalentemente da armeni, fu sin dagli anni venti oggetto di un'aspra contesa tra Armenia e Azerbaigian che, dopo la nascita della piccola repubblica sud caucasica nel 1991, sfociò in una vera e propria guerra al termine della quale gli armeni non solo mantennero il controllo sulla regione già amministrata ma riuscirono a conquistare anche alcune regioni limitrofe che garantirono continuità territoriale tra il Nagorno Karabakh e l'Armenia stessa.

## Morfologia

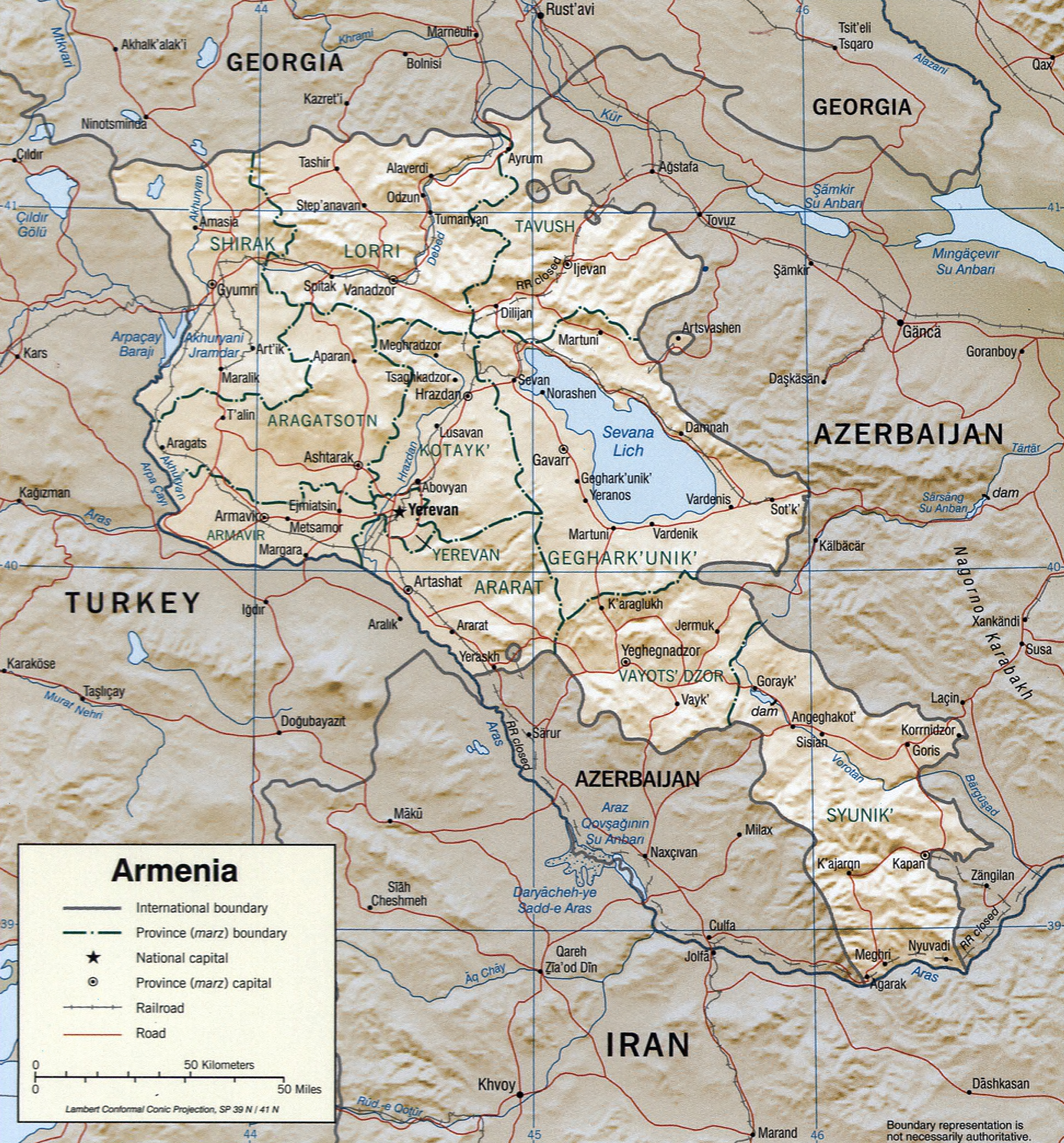
Mappa dettagliata dell'Armenia

L'Armenia è un Paese montuoso caratterizzato da una grande varietà di paesaggi e instabilità geologica. L'altitudine media è di 1800 m sul livello del mare. Non vi sono pianure: metà del territorio è situata ad altitudini comprese tra i 1000 e i 2000 m; solamente circa un decimo del territorio si trova al di sotto dei 1000 m.
Il settore nord-occidentale dell'altopiano armeno - che comprende il monte Aragats (Alaghez), la cima più alta (4090 m) del Paese - è un insieme di imponenti catene montuose, profonde valli fluviali e altopiani di lava punteggiati da vulcani estinti. A nord e ad est, i monti Somkhet, Bazum, Pambak, Areguni, Shakhdag e Vardenis, sottocatene del Piccolo Caucaso, corrono lungo il settore settentrionale dell'Armenia. Elevati altopiani vulcanici (Lory, Shirak e altri), incisi da profonde valli fluviali, si estendono tra queste catene montuose.

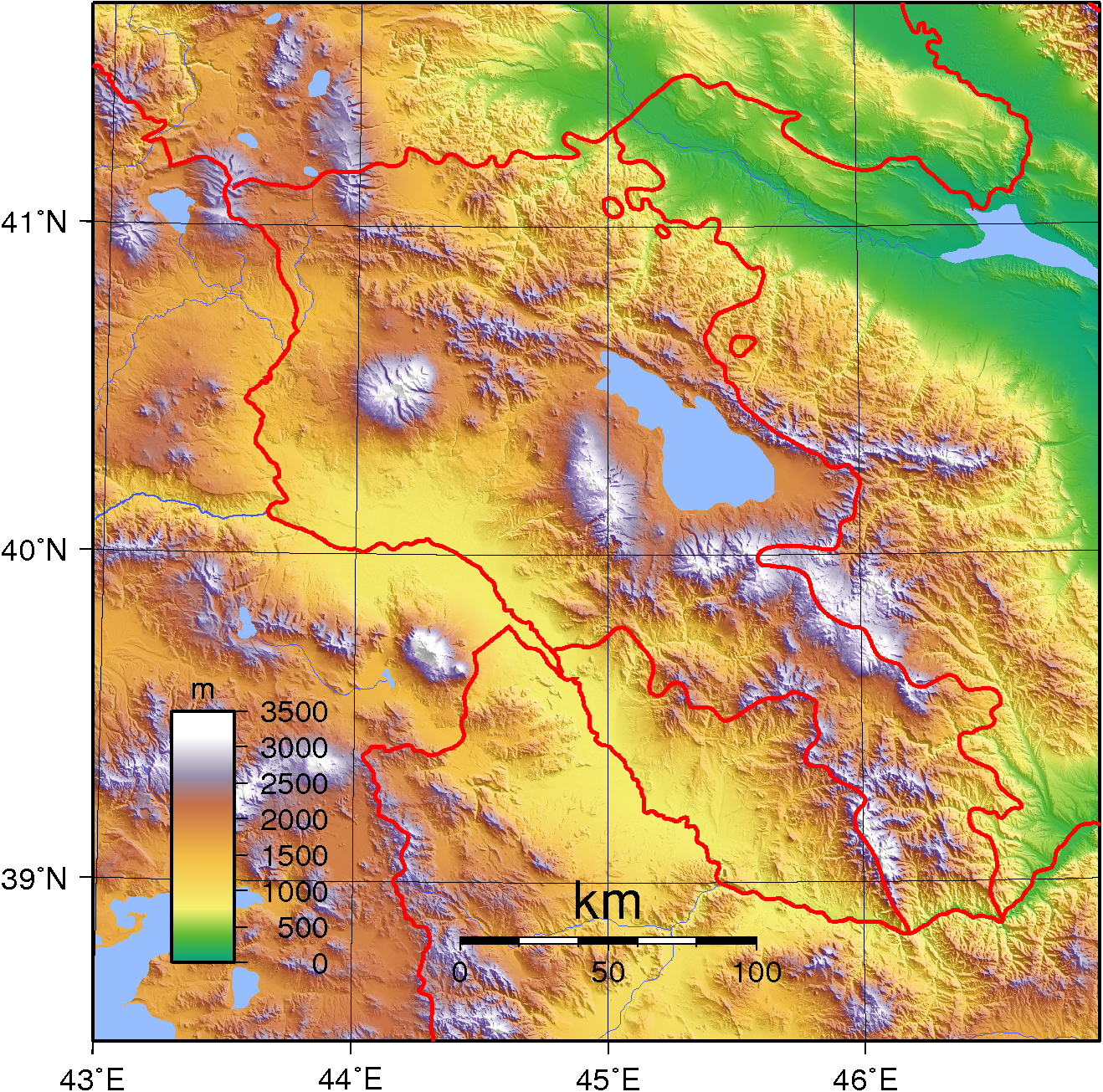
Topografia dell'Armenia

Nel settore orientale dell'Armenia, il bacino di Sevan, contenente il lago Sevan (940 km²) e racchiuso da catene che si innalzano fino a 3540 m, giace a circa 1860 m di quota. Nel sud-ovest, una vasta depressione - la piana dell'Ararat - giace ai piedi del monte Aragats e dei monti Geghama; il fiume Aras taglia quest'importante pianura a metà, della quale quella settentrionale situata in Armenia e quella meridionale in Turchia e Iran.
L'Armenia è soggetta a tremendi terremoti. Il 7 dicembre 1988 un terremoto distrusse la città nord-occidentale di Spitak e provocò gravi danni a Leninakan (ora Gyumri), la seconda città più popolosa dell'Armenia. Rimasero uccise circa 25.000 persone.

## Idrografia
Delle precipitazioni che cadono nel Paese, circa due terzi vanno persi per evaporazione, e un terzo percola nelle rocce, in particolare in quelle vulcaniche, che sono porose e fessurate. I molti fiumi dell'Armenia sono brevi e turbolenti e presentano numerose rapide e cascate. Il livello delle acque è più elevato all'epoca dello scioglimento primaverile delle nevi e durante le piogge autunnali. In conseguenza alla considerevole differenza di altitudine lungo il loro corso, alcuni fiumi hanno un grande potenziale idroelettrico.
La maggior parte dei fiumi ricade entro il bacino idrografico dell'Aras (a sua volta affluente del fiume Kura del bacino idrografico del Caspio), che, per 480 km, forma un confine naturale tra Armenia e Turchia e Iran.
Le acque dei principali affluenti di sinistra dell'Aras, l'Akhurian (186 km), il Hrazdan (141 km), l'Arpa (128 km) e il Vorotan (Bargyushad; 178 km), vengono utilizzate per irrigare la maggior parte dell'Armenia. Gli affluenti del Kura - il Debed (178 km), l'Aghstev (133 km) e altri - attraversano le regioni nord-orientali dell'Armenia. Il lago Sevan, con una capacità massima di 39 km³ di acqua, è alimentato da dozzine di fiumi, ma solo il Hrazdan lascia i suoi confini.
L'Armenia è ricca di sorgenti e risorgive, alcune delle quali possiedono proprietà medicinali.

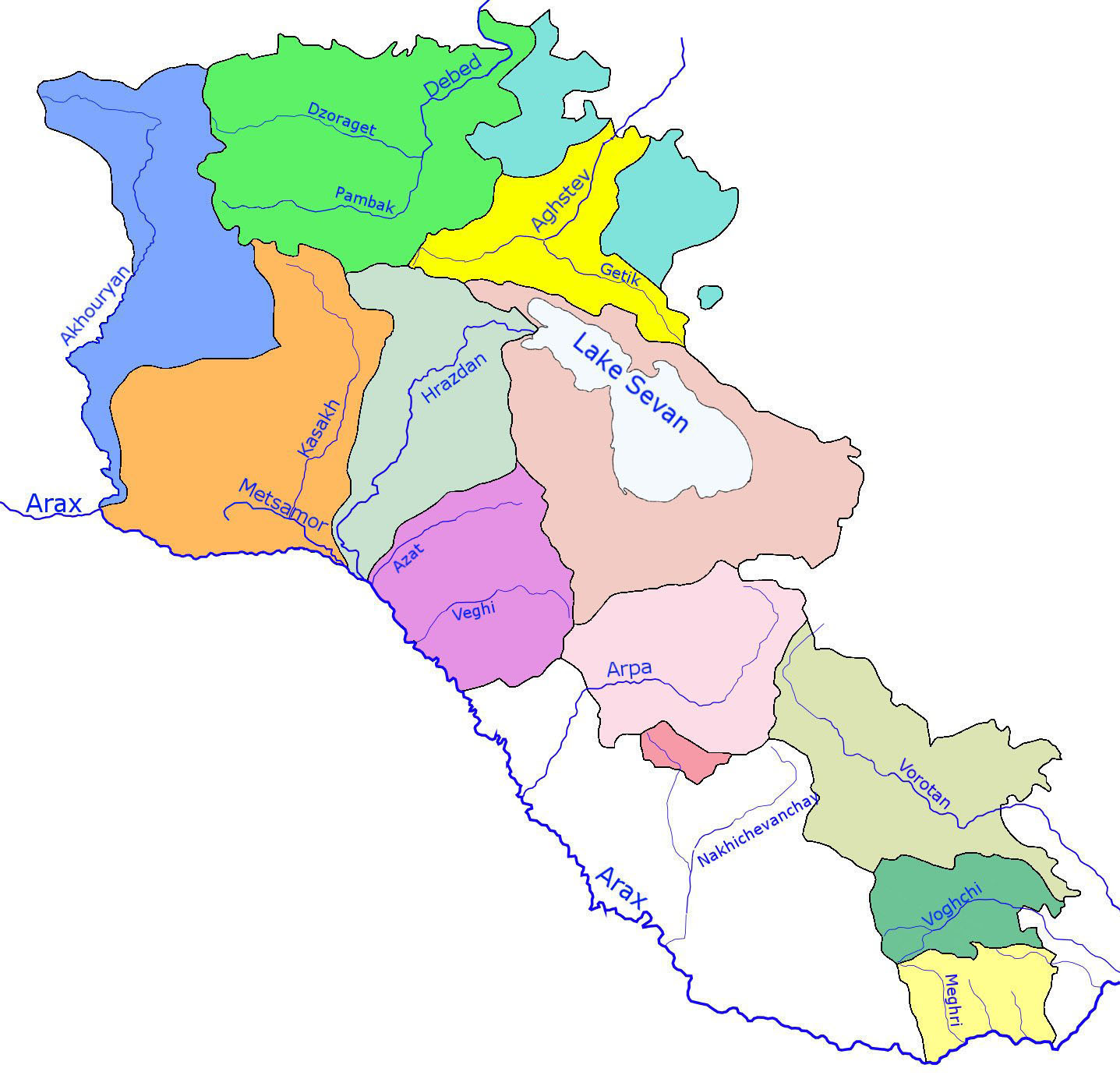
Bacini idrici dell'Armenia

## Suoli
In Armenia si riscontrano più di 15 tipi di suolo, compresi suoli alluvionali color bruno chiaro presenti nella piana del fiume Aras e nella piana dell'Ararat, poveri di humus ma ancora intensamente coltivati; ricchi suoli bruni, presenti ad altitudini maggiori in regioni collinari; e suoli a chernozem (terra nera), che ricoprono gran parte della regione delle steppe di altitudine. Gran parte del suolo dell'Armenia - costituito in parte da residui di lava vulcanica - è ricco di azoto, potassio e fosfati. Il lavoro necessario per eliminare le pietre e i detriti che ricoprono la superficie del suolo, tuttavia, ha reso l'agricoltura in Armenia un'attività difficile.

## Clima
Dal momento che l'Armenia è situata proprio nel cuore della parte settentrionale della zona subtropicale, racchiusa da imponenti catene, ha un clima arido e continentale. Le variazioni climatiche regionali, tuttavia, sono considerevoli. Giornate di sole intenso si registrano per gran parte dell'anno. Le estati, tranne che nelle aree di alta quota, sono lunghe e calde: in pianura la temperatura media di luglio e agosto è di 25 °C; talvolta essa raggiunge livelli insopportabili. Gli inverni, generalmente, non sono freddi; la temperatura media di gennaio in pianura e sulle colline è di circa -5 °C, mentre sui monti scende a -12 °C. Le invasioni di aria gelida proveniente dall'Artico talvolta provocano il calo improvviso della temperatura, fino al valore record di -46 °C. L'inverno è particolarmente inclemente sugli elevati altopiani spazzati dai venti. L'autunno - lungo, mite e soleggiato - è la stagione più gradevole.
La catena del Piccolo Caucaso impedisce alle masse di aria fredda di raggiungere le regioni interne dell'Armenia. Sulle pendici dei monti, ad altitudini comprese tra i 1400 e i 2000 m, cadono ogni anno circa 800 mm di pioggia, mentre le depressioni interne e le pianure, più riparate, ne ricevono ogni anno solamente 200–400 mm.
Il clima cambia a seconda dell'altitudine, variando da quello arido subtropicale e arido continentale delle pianure e delle colline fino a 900–1400 m di quota, a quello freddo al di sopra dei 2000 m.

## Flora e fauna

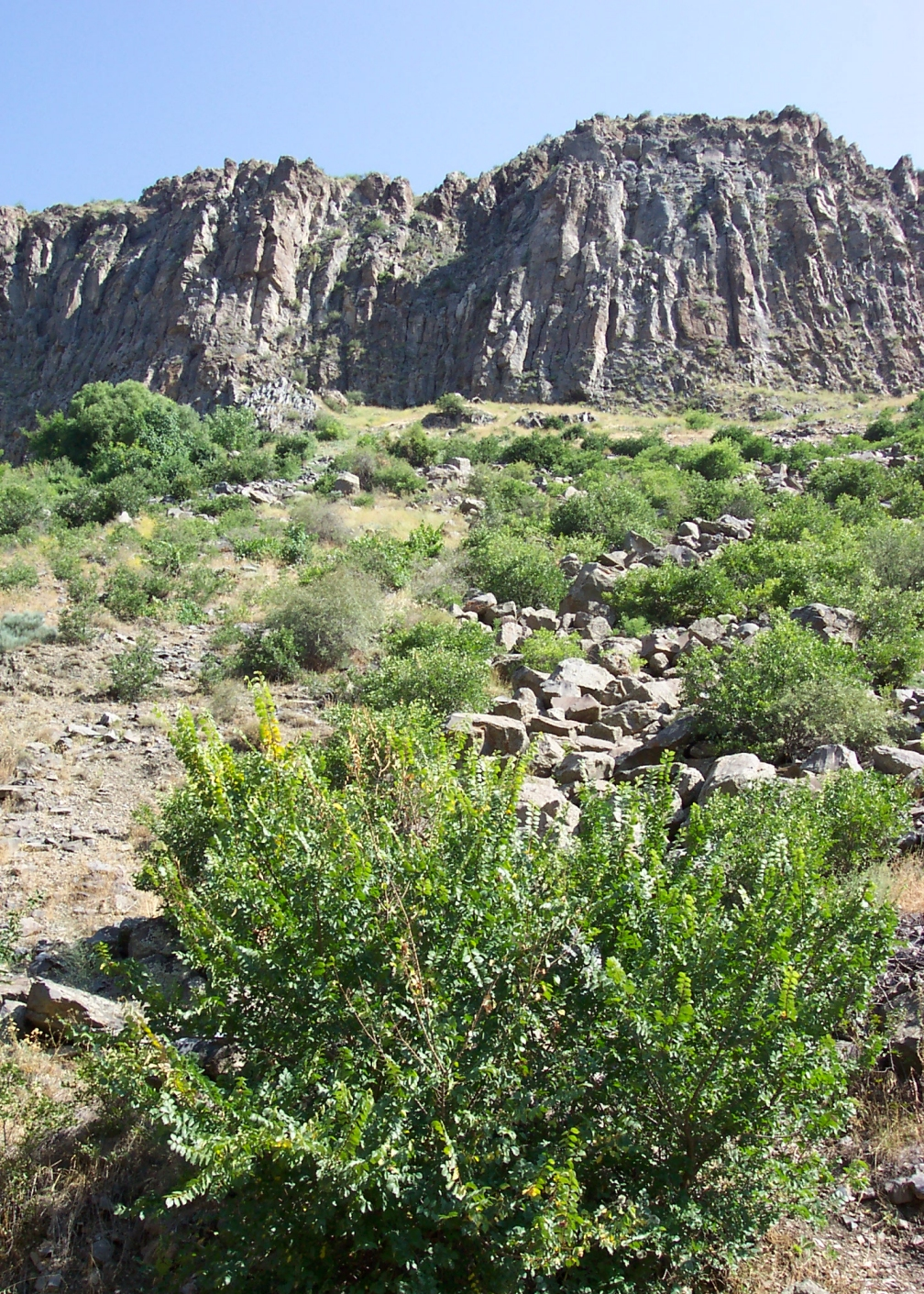
Paesaggio armeno

L'Armenia è tra gli ecosistemi terrestri con la più grande biodiversità per numero totale di specie presenti. Per la particolare conformazione geomorfologica, in questa piccola regione sono state individuate sette diverse tipologie di ecosistemi: deserto, semideserto, praterie di montagna, foresta, zone subalpine, alpine e palustri.
Le zone desertiche, ricoperte da vegetazione solo per il 25-30%, si trovano tra i 400 e i 1300 m di altezza in diverse parti del paese, per es. in alcune aree della piana dell'Ararat e delle alture circostanti. Esse sono caratterizzate da arbusti e piante xerofite in grado di sopportare l'aridità del terreno. La zona di Meghri nell'estremo sud e alcune zone del Karabakh ospitano diverse specie subtropicali di piante erbacee e di alberi da frutta, come il melograno, il fico, l'olivo e il mandorlo. La fauna di questi habitat è caratterizzata dalla presenza di diverse specie di rettili, alcune sottospecie di lucertola e la vipera armena (Montivipera raddei). Tra i mammiferi si trovano la donnola (Mustela nivalis) e la volpe rossa (Vulpes vulpes); tra gli uccelli, la poiana codabianca (Buteo rufinus), l'albanella pallida (Circus macrourus) e il grillaio (Falco naumanni), specie minacciata.
Le zone semidesertiche si trovano soprattutto nelle piane aride e rocciose della valle dell'Ararat, delle zone di Zangezur, Meghri e Vaik, tra i 900 e i 1500 m di altitudine. Queste aree ospitano soprattutto piante effimere e sono l'habitat originario degli antenati selvatici di piante coltivate, quali il frumento (Triticum araraticum, T. urartu), la segale (Secale vavilovii) e molte altre. Nel tempo questi semideserti naturali sono andati sparendo, convertiti in terreno agricolo grazie a sistemi di irrigazione sempre più complessi che permettono la coltivazione di frutta, ortaggi, fiori e uva. La fauna di queste zone comprende ricci (Hemiechinus auritus), sottospecie locali del tasso europeo (Meles meles canescens), pipistrelli e rettili. Specie quali la iena (Hyaena hyaena) e l'otarda (Otis tarda e Chlamydotis macqueenii) sembrano essere ormai pressoché scomparse.
Le praterie di montagna sono il paesaggio più diffuso nel paese, soprattutto tra i 1500 e i 2000 m nel nord, 2500 nel sud. Steppe erbose si trovano sugli altopiani, alternate da tratti boschivi nel nord-est nella regione di Syunik. La vegetazione di queste praterie, dove si seminano piante coltivate e ortaggi, include piante erbacee perenni, come la festuca solcata (Festuca sulcata), e varie specie di stipa (Stipa spp.). Nel nord, nelle regioni di Shirak e Lori, le steppe di montagna sono caratterizzate da una vegetazione composta soprattutto di erba e piccoli arbusti, una grande varietà di fiori e alcuni alberi da frutto selvatici. La fauna comprende l'orso bruno (Ursus arctos), il lupo (Canis lupus), la volpe rossa (Vulpes vulpes), la donnola (Mustela nivalis), la faina (Martes foina), il camoscio alpino (Rupicapra rupicapra) e la puzzola marmorizzata (Vormela peregusna). Le aree rocciose ospitano specie diffuse in Asia centrale come l'egagro (Capra aegagrus aegagrus), una specie di capra selvatica, e l'urial, una pecora selvatica di grandi dimensioni (Ovis orientalis gmelinii). Tra gli uccelli si trovano diverse specie di rapaci, compreso il falco pellegrino (Falco peregrinus) e l'aquila reale (Aquila chrysaetos).
Le praterie subalpine che si trovano tra i 2300 e i 2800 m sono usate come pascoli estivi e vi si raccolgono diverse piante usate in medicina, mentre quelle alpine che si trovano ad altitudini più elevate, fino ai 3200-3400 m, rappresentano i principali terreni da pascolo del paese e coprono circa il 28% del territorio. Lo sfruttamento intensivo di questi pascoli negli ultimi decenni sta portando a un generale declino della produttività e la graduale sparizione di alcune specie di campanula (Campanula tridentata), erba della Pampa (Poa araratica) e piantaggine (Plantago saxatilis). In queste zone gli inverni sono lunghi e gelidi, la neve copre i terreni per circa nove mesi l'anno e in alcune aree l'innevamento è perenne. A queste altitudini elevate si possono osservare uccelli come il gipeto o avvoltoio barbuto (Gypaetus barbatus), il tetraogallo del Caspio (Tetraogallus caspius), il gracchio alpino (Pyrrhocorax graculus), il picchio muraiolo (Tichodroma muraria) e il fringuello alpino (Montifringilla nivalis). Capre selvatiche si trovano nelle aree meno accessibili.
Le foreste, per la quasi totalità a latifoglia, coprono per lo più le zone mediane delle montagne, tra i 500 e i 2100-2500 m. Le foreste di quercia rappresentano un terzo del totale e si trovano in abbondanza in tutto il paese. Alberi di quercia del Caucaso (Quercus macranthera), specie più resistente al freddo, sono distribuiti in tutta l'Armenia fino a 2600 m di altitudine, mentre altre specie di quercia (Quercus iberica) crescono solo tra i 500 e i 1400 m, soprattutto nel nord e nel sud-est del paese. Altre specie di alberi che si trovano nelle foreste sono il frassino (Fraxinus excelsior), il carpino bianco (Carpinus betulus), l'acero iberico (Acer ibericum), l'acero campestre (Acer campestre). Le foreste di faggio, dominate dalla specie Fagus orientalis, rappresentano un altro terzo del totale. Sono diffuse soprattutto nel nord ad altezze tra i 1000 e i 2100 m. Esse comprendono anche tigli selvatici (Tilia cordata) e betulle (Betula litwinowii). Le foreste di carpini sono meno diffuse di quelle di querce e faggi, e si trovano tra gli 800 e i 1800 m. La fauna di questi habitat comprende mammiferi come il lupo, l'orso bruno, la volpe rossa, oltre a cervi, caprioli, cinghiali selvatici, tassi, faine, donnole, linci e altri mammiferi più piccoli. L'avifauna comprende grandi rapaci come la poiana, l'astore, lo sparviere eurasiatico, l'aquila anatraia minore, il gufo reale e l'allocco.
Il 10% circa del paese è ricoperto da zone umide, paludi e terreni salmastri, che sono per lo più minacciate, perché trasformate in terreni agricoli o prosciugate in seguito a interventi di sfruttamento dei bacini idrici, come nel caso del lago Sevan. Le principali zone paludose sono quelle del lago Arpi (Arpilich) e gli stagni nella valle dell'Ararat lungo il confine turco, caratterizzati dalla presenza di canneti e piante palustri, quali la cannuccia di palude, il carice palustre e lo scirpo marittimo. Sono abitate dalla lontra europea, l'arvicola d'acqua e alcune specie minacciate di anitre, quali il gobbo rugginoso, la moretta tabacca o tabaccata, l'anatra marmorizzata. Queste zone sono habitat importanti per specie migratorie di uccelli selvatici quali il fistione turco (Netta rufina), il cigno minore (Cygnus columbianus bewickii) e varie specie di gru, tra le quali la damigella di Numidia (Grus virgo). Il gabbiano reale armenico (Larus armenicus) nidifica presso il lago Sevan mentre il pellicano crespo o riccio (Pelecanus crispus), a rischio, si trova sul lago Arpi (Arpilich).

## Aspetti dell'insediamento
Una delle regioni più importanti e caratteristiche dell'Armenia è quella della piana dell'Ararat e delle colline pedemontane e delle montagne che la circondano. Quest'area fiorente e densamente popolata è il principale centro economico e culturale dell'Armenia e, tradizionalmente, la sede delle istituzioni governative.
Le altre regioni sono la steppa di Shirak, l'elevata zona di altopiano nord-occidentale che costituisce il granaio dell'Armenia; il Gugark, la regione di elevati altopiani, catene montuose e profonde vallate del nord-est, ricoperta da foreste, fattorie e pascoli alpini; il bacino di Sevan, la depressione che ospita il lago Sevan, sulle cui coste sorgono fattorie, villaggi e paesi; il Vayk, costituito essenzialmente dal bacino del fiume Arpa; e lo Zangezur (Siuniq), nell'estremità sud-orientale del Paese. Quest'ultima regione è un vero e proprio labirinto di gole e valli fluviali che attraversano alte catene montuose. È un'area ricca di minerali grezzi, con campi e frutteti sparsi qua e là nelle vallate e sui fianchi delle montagne.
La piana dell'Ararat è la regione più densamente popolata. Dopo di essa vengono le valli fluviali del sud-est e del nord-est. Metà della popolazione è concentrata nella zona al di sotto dei 1000 m di quota, che rappresenta appena circa un decimo dell'intero territorio del Paese. Molti abitanti vivono anche sulle colline pedemontane, ad altitudini di 1000–1500 m, e sulle montagne (1500–2000 m). Queste regioni ospitano circa un terzo dell'intera popolazione. Le alte catene montuose sono scarsamente abitate; nessun abitante risiede oltre i 2400 m.
Cambiamenti fondamentali della distribuzione della popolazione dell'Armenia sono stati causati dall'urbanizzazione conseguente alla crescita economica, in particolar modo all'industrializzazione del Paese. Prima della rivoluzione russa, quattro città dell'Armenia - Erevan (oggi Yerevan), Alexandropol (Gyumri), Kamo e Goris - ospitavano circa un decimo della popolazione totale. Attualmente i due terzi della popolazione sono urbanizzati.
Le campagne elevate a nord di Shirak e nella regione di Zangezur ospitano piccoli borghi che si trovano in valli isolate, sulle rive dei fiumi e nelle vicinanze di sorgenti; in pianura, questi insediamenti si raggruppano intorno a torrenti di montagna e canali di irrigazione, tra frutteti e vigneti.